# AdBlock
AdBlock — це розширення браузера для блокування реклами для Google Chrome, Apple Safari (настільний і мобільний), Firefox, Opera і Microsoft Edge. AdBlock дозволяє користувачам запобігати відображенню елементів сторінки, наприклад реклами. Його можна безкоштовно завантажити та використовувати, а також включає додаткові пожертви розробникам. Розширення AdBlock було створено 8 грудня 2009 року, саме в цей день у Google Chrome було додано підтримку розширень. Це було одне з перших розширень Google Chrome.
Зусилля AdBlock не пов'язані з Adblock Plus. Розробник AdBlock, Майкл Гундлах, стверджує, що надихнувся розширенням Adblock Plus для Firefox, яке само по собі базується на оригінальному Adblock, розробку якого припинили у 2004 році.
З 2016 року AdBlock базується на вихідному коді Adblock Plus.
У липні 2018 року AdBlock придбав uBlock, комерційний блокувальник реклами, який належить uBlock LLC і базується на uBlock Origin.

## Краудфандинг
Ґундлах запустив краудфандингову кампанію на Crowdtilt у серпні 2013 року, щоб профінансувати рекламну кампанію для підвищення обізнаності про блокування реклами та орендувати рекламний щит на Таймс Сквер. Після місячної кампанії було зібрано 55 000 доларів США.